# Isabelle de Foix-Castelbon
Isabelle de Foix-Castelbon (1360 † 1428) est comtesse de Foix, coprincesse d’Andorre et Viguier d'Andorre, vicomtesse de Béarn et de Marsan de 1398 à 1412 et vicomtesse de Castelbon de 1400 à 1412. Elle est fille de Roger Bernard IV, vicomte de Castelbon, et de Géraude, dame de Navailles. Elle est l'ancêtre au septème degré du roi de France Henri IV.

## Biographie
Elle épouse en 1381 Archambault de Grailly, captal de Buch, oncle et successeur de Jean III de Grailly, l’un des capitaines d’Édouard d’Angleterre, prince de Galles et duc d’Aquitaine et surnommé le Prince Noir. De ce mariage est issu la seconde maison de Foix, ou maison de Foix-Grailly.
Son frère Mathieu meurt au mois d’août 1398, et Isabelle est son héritière, mais d’une part, il y a toujours le traité du 5 janvier 1390 par lequel Gaston III Fébus léguait tous ses États au roi de France et d’autre part le sénéchal ne souhaite pas que le comté de Foix et le Béarn passent sous le contrôle d’un seigneur partisan des Anglais. Isabelle et Archambault en appellent à la justice du roi Charles VI et sont acceptés comme comte par les habitants de Foix, de Morlaas et de Pamiers. Le roi envoie son connétable, Louis de Sancerre, et le couple se réfugie dans le Béarn. Finalement, le traité de Tarbes du 10 mai 1399 confirme Archambault comme comte de Foix, mais ce dernier doit renoncer à son allégeance anglaise. En 1400, le roi Martin d’Aragon restitue à Isabelle la vicomté de Castelbon qu’il avait confisqué à Mathieu de Foix.
Archambault de Grailly meurt en 1412, et Isabelle conclut un arrangement avec son fils, lui cédant toutes ses possessions. Elle meurt en 1428 et est inhumée dans l’abbaye de Boulbonne, près de Mazères.

## Mariage et enfants
Elle épouse en 1381 Archambault de Grailly († 1412), captal de Buch, et donne naissance à :
- Jean Ier (1382 † 1436), comte de Foix, vicomte de Béarn, …
- Gaston Ier († 1455), captal de Buch, vicomte de Benauges, auteur de la branche des comtes de Candale.
- Archambaud († 1419), sire de Navailles.
- Mathieu († 1453), comte de Comminges.
- Pierre (1386 † 1464), cardinal et archevêque d’Arles.